# Can Ferrer del Mas
Can Ferrer del Mas és un edifici historicista romàntic neomorisc protegit com a bé cultural d'interès local del municipi de Sant Sadurní d'Anoia (Alt Penedès).

## Descripció
L'edifici és en gran part edificat amb obra de maó, utilitzant sovint procediments característics de palau català, com les voltes de maó atirantades. Entre els elements més utilitzats hi ha l'arc de ferradura i els merlets de coronament piramidal que formen la tanca principal presidida per dues grans portes, d'arc de ferradura, protegides cada una per dues torres cilíndriques. Cal esmentar el claustre lleugerament rectangular format per 5 x 6 arcs de ferradura organitzats en dues plantes, amb tres palmeres interiors. Aquest claustre forjat amb biguetes metàl·liques i revoltons ceràmics, conté els estris necessaris per a l'elaboració del vi, destacant especialment les tines, a la planta baixa. Hi ha diferents dates inscrites en l'edifici: l'any 1888 a una reixa forjada, l'any 1924 a una font i l'any 1925 a la capella sense culte.

## Història
L'obra, encara que dins de l'arquitectura de l'eclecticisme, presenta algunes contradiccions, degudes possiblement a ampliacions posteriors, com el porxo lateral. D'altra banda, els dubtes sorgeixen també de la seva cronologia en relació amb la figura d'Ali Bei (l'aventurer i espia Domènec Badia) la vida del qual transcorre entre 1766 i 1818, període possiblement massa avançat en relació amb les formes de Can Ferrer del Mas. De confirmar-se, però, aquesta relació, es tractaria realment d'un fenomen avançat dins la història de l'arquitectura neomoresca, no tan sols a nivell nacional, sinó internacional.
Originalment de la família Segura Viudas, avui és un equipament municipal.